# Rebels (sèrie de televisió)
Rebels (en danès Ungeren - Overgi'r sig aldrig) és una sèrie de televisió danesa sobre els darrers dies del Centre Juvenil Ungdomshuset, abans que aquest centre juvenil de Jagtvej a Copenhaguen fos assaltat per la policia l'1 de març de 2007. La sèrie va ser dirigida per Mads Matthiesen i emesa per Danmarks Radio a partir del 4 d'octubre de 2024. La sèrie consta de cinc episodis d'aproximadament mitja hora de durada.
La sèrie està produïda per Helle Faber i Made in Copenhagen.

## Argument
La sèrie segueix la Iben (Thit Aaberg), de 22 anys, i el seu xicot Alex (Elias Budde Christensen), que és dos anys més jove que ella, durant els darrers sis mesos d'existència del Centre Juvenil. Tots dos viuen al Centre Juvenil, participen en les seves activitats i es preocupen per garantir la supervivència del centre. Però mentre la Iben busca una solució pacífica mitjançant negociacions amb l'Ajuntament i els propietaris legals del centre, Faderhuset, l'Alex pertany a la part més intransigent dels residents del Centre Juvenil, que estan disposats a utilitzar mitjans més durs per preservar-lo. Això crea discòrdia dins de la parella i entre els altres residents, on tothom té la seva pròpia opinió sobre com s'hauria de concretar un possible enfrontament amb la policia.

## Repartiment
Entre els personatges principals hi ha:
- Aquest Åberg - Iben
- Elias Budde Christensen - Alex
- Mohamed Djeziri - Thomas
- Vilmer Trier Brøgger - Stoffer
- Anna Daneskov Petersen - Camilla
- Esben Dalgaard - advocat
- Frederik Meldal Nørgaard - líder d'operacions policials

## Rebuda i crítiques
Les opinions i recepció de la sèrie va ser mixta. Al diari Dagbladet Information, Lone Nikolajsen va qualificar la sèrie com "la millor sèrie de televisió danesa que he vist aquest any". A Weekendavisen, Johannes Fogtman va escriure que la sèrie era "un drama juvenil estructuralment desafiant, però bo, sobre un dels capítols més importants de la història recent de la capital", mentre que Sarah Iben Albjerg a Berlingske va donar a la sèrie tres estrelles de sis i creia que DR estava tan interessat a pintar una bella imatge de la Casa de la Joventut que la sèrie de televisió s'acostava a la propaganda. Freja Dam, del Jyllands-Posten, va ser una mica més generosa i va atorgar a la sèrie quatre estrelles de sis amb un comentari que la història era captivadora i autèntica, però que mancava de matisos en la representació dels conflictes interns del cercle íntim.
La plataforma Filmin inicià el 12 d'agost de 2025 la distribució de la minisèrie "Rebels" amb doblatge en idioma original danès, doblatge al castellà, i subtítols en català, castellà i anglès, rebent una puntuació mitjana de 8,5 (Estupenda) per part dels usuaris.